# In My Life
是英国披头士乐队1965年的一首歌曲，收录于专辑《橡皮靈魂》中。该曲由约翰·列侬与保罗·麦卡特尼共同创作。列侬最先完成了这首歌曲的初始版本，但麦卡特尼促成了这首歌曲的最终版本。这首歌在滚石杂志的“滚石杂志五百大歌曲”排行榜中被列为第23名，魔力杂志在2000年把这首歌评为世界上有史以来最好的歌曲 。

## 歌词
在1980年的采访中，列侬表示这首歌曲是他的“第一个真正重要的作品”，因为这是他首次创作他个人生活的作品。列侬称，歌曲源于英国记者肯尼思·奥尔索普的一段关于列侬应该写点跟自己童年有关的歌的评论。之后，列侬以一首回忆自己这些年经历的长诗为基础创作了一首歌。歌曲的原歌词基于他过去在利物浦经常搭乘的一个巴士路线，其中列出了许多路途经过的地点，包括Penny Lane和Strawberry Field等。

但列侬之后认为歌曲的原词“荒唐”，认为这就是一种“我搭着假日巴士做了什么”的流水账歌曲。后来，他重新修改了歌词，并将具体的回忆改为了对他过去生活泛化的沉思录。歌曲的最终版本几乎没有留下什么原词。列侬的朋友和传记作者皮特·修顿表示，歌词“Some [friends] are dead and some are living/In my life I've loved them all”指的是他本人和1962年逝世的斯图尔特·萨克利夫。

## 录制
在1965年10月18日，这首歌除了歌曲桥段的器乐，其他部分已被大体录制完成。当时列侬还没有想好使用什么样的器乐来完成它，但他随后提出要让乔治·马丁演奏钢琴独奏，暗示了他想要在歌曲中加入一些与巴洛克有关的东西。但马丁发现他无法在这首歌的节奏里加入有巴赫影响的东西。在10月22日，独奏被记录于半速磁带中，因此独奏在以正常速度回放的时候，现速度比原速度高了一倍，并高了一个八度。技术问题由此得以解决，一个新的独奏风格也随之出现。

## 人员
- 约翰·列侬 – 双声轨（录音磁带）、主唱、节奏吉他
- 保罗·麦卡特尼 – 和声、贝司
- 乔治·哈里森 – 和声、主音吉他
- 林戈·斯塔尔 – 鼓、手鼓、钟（乐器）[A]
- 乔治·马丁 – 钢琴

Personnel per Ian MacDonald
人员笔记
- A ^ 如果斯塔尔演奏了铃声，那么麦克唐纳就不确定。（MacDonald was unsure if Starr played Bells）